# لغد
اللُغْد أو الغَبب أو الذَقْنٌ المُزْدَوِج (بالإنجليزية: Double chin)‏ كما يطلق عليه في الغرب، هو طبقة من الدهون تحت الجلد حول الرقبة تتدلي إلي أسفل وتخلق التجاعيد، مما يجعل صاحبها يظهر كأن له ذقنا ثانية.

## المعالجة
يمكن لجراح التجميل إزالة حشية الدهون تحت الذقن وتقصير العضلات تحت الفك لإزالة اللُغْد. ويشمل هذا إجراء قطع أفقي صغير تحت اللُغْد لإزالة الدهون تحت الجلد. يُعمل بعد ذلك  شق عمودي بين طبقات الرقبة وعضلات الفك.[بحاجة لمصدر] ويُرتق (خياطة) الحواف معا لتقصير طبقة العضلات وبذلك تشديدها وإحكامها. كما هو الحال مع أي عملية جراحية، قد تنشأ من هذه العملية مضاعفات وهي جراحة غير مؤلمة نسبيا وأسعارها معتدلة.

## معرض الصور

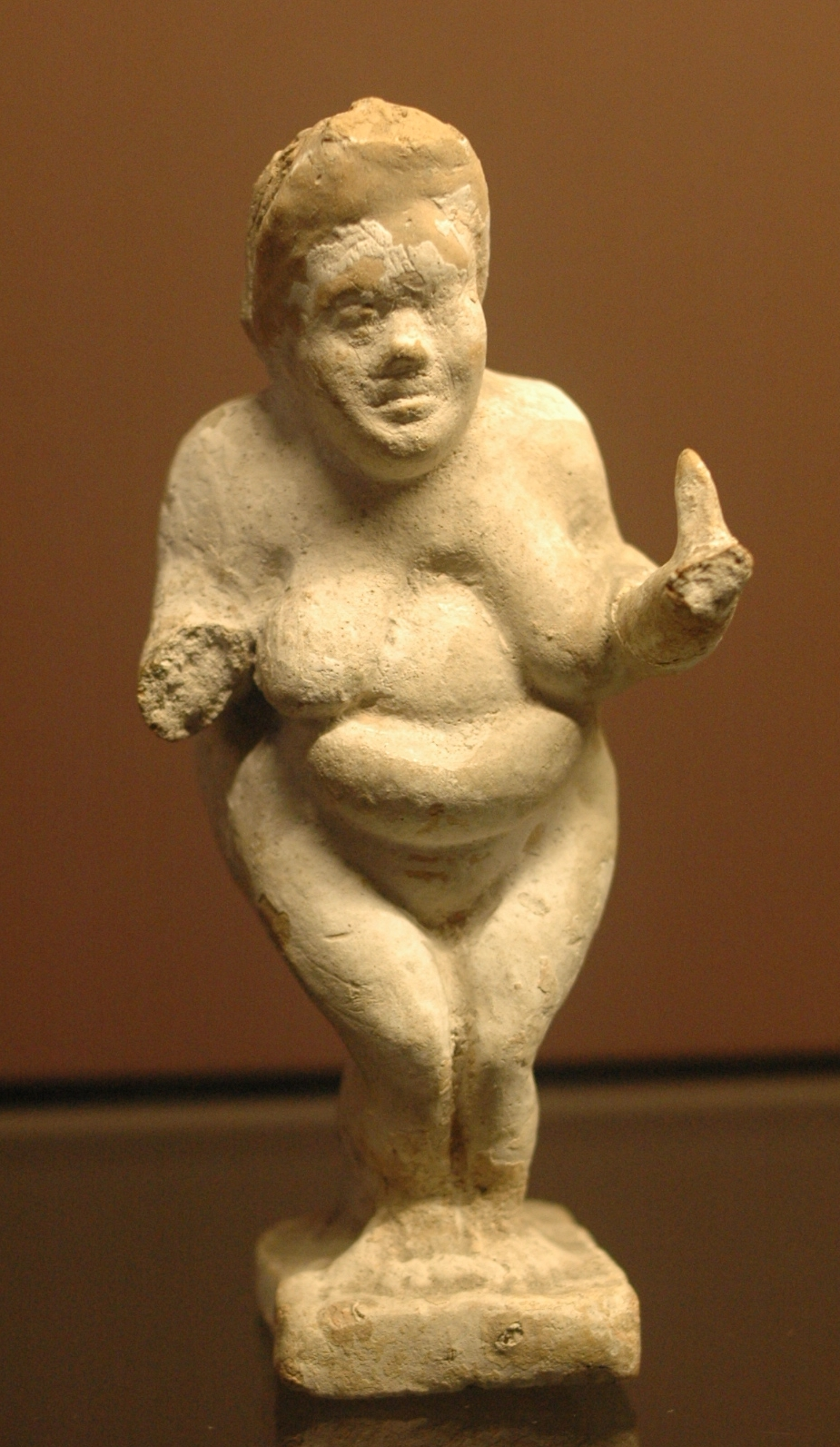
تمثال روماني لامرأة تعاني من السمنة.
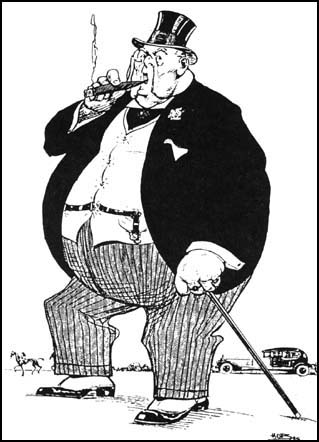
كاريكاتير لمالك منجم بدين.
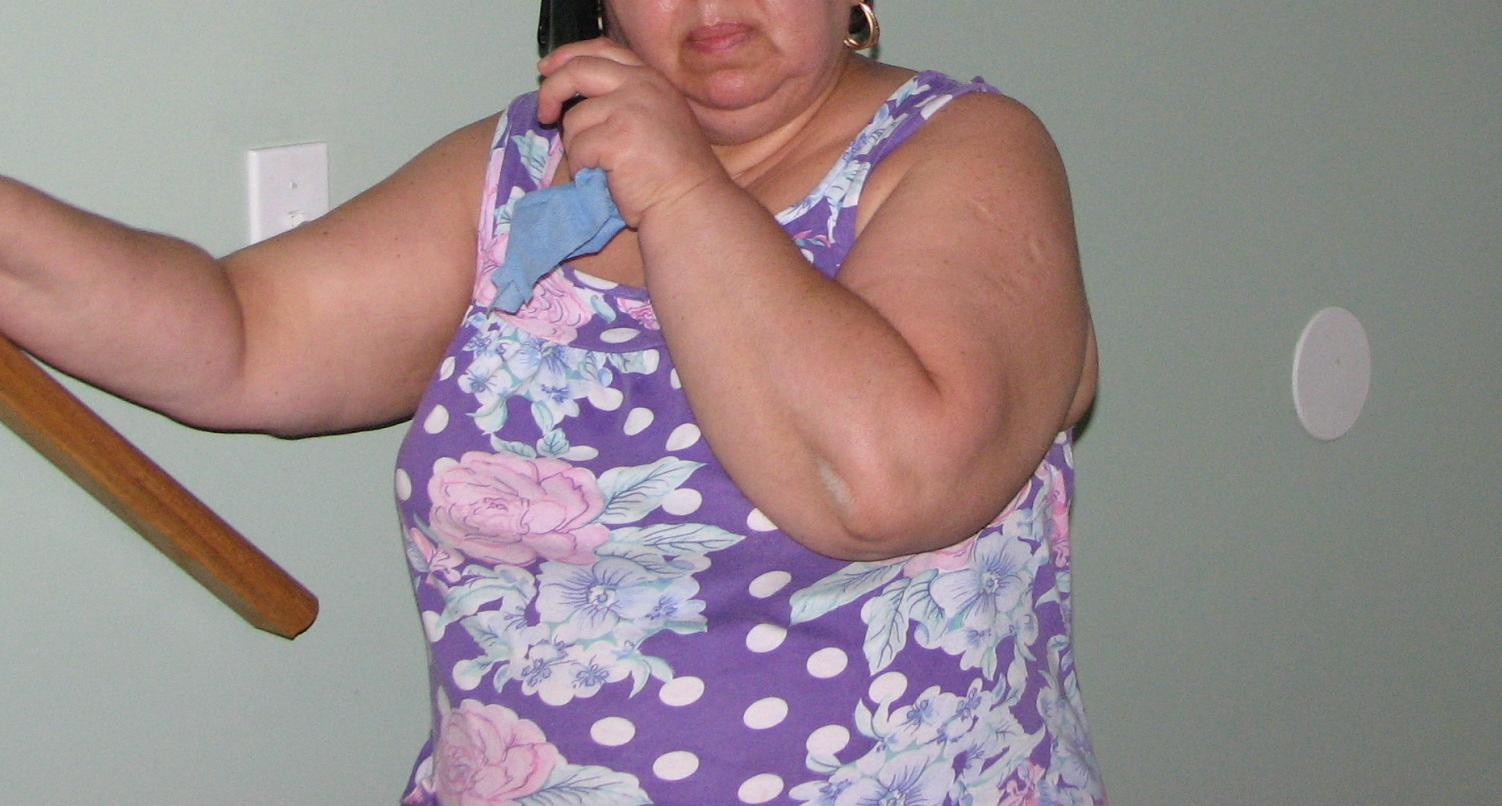
امرأة مفرطة الوزن ذات لُغد.